# Белов, Виктор Емельянович
Белов Виктор Емельянович (2 декабря 1925, Вишнёвое, Криворожский округ — май 2004, Кривой Рог, Днепропетровская область) — советский и украинский художник-живописец.

## Биография
Родился 2 декабря 1925 года в селе Марьяновка (ныне село Вишнёвое) Софиевского района (ныне в Днепропетровской области) в крестьянской семье.
Участник Великой Отечественной войны.
В 1946—1951 годах учился в Днепропетровском художественном училище (педагоги по специальности Тамара Дроздова, Михаил Панин).
Работал художником, председателем художественного совета Криворожской художественной мастерской Днепропетровского художественного фонда УССР. Член Союз художников УССР с 1970 года.
Жил в Кривом Роге, в доме № 35 по проспекту Гагарина. 
Умер в мае 2004 года в Кривом Роге.

## Творческая деятельность
Работал в области станковой живописи. Автор пейзажей, портретов, натюрмортов. Множество работ написал по мотивам поездок по Северу России, Шевченковским местам, Карпатам и Крыму.

### Выставки
Принимал участие в украинских республиканских выставках с 1961 года. Персональные выставки прошли в Кривом Роге в 1962 и 1975 году, Днепропетровске и Днепродзержинске в 1975 году.

### Основные произведения
- И день идёт, и ночь идёт (1961);
- Вечерний Кривбасс (1967);
- Юность Криворожстали (1968);
- Зима в Седневе (1968);
- Утро (1968);
- Зима на Черниговщине (1968);
- Горки Ленинские (1969);
- Праздничный вечер (1972);
- В совхозе (1973);
- Весна на Новой улице (1980);
- Оттепель (1980);
- Хлеборобы (1986).

Произведения хранятся в Харьковском и Днепропетровском художественных музеях, Криворожском историко-краеведческом музее, в частных коллекциях Украины и зарубежья.

## Награды
- Орден Отечественной войны 2-й степени (18 апреля 1944);
- Орден Отечественной войны 1-й степени (6 апреля 1986).